# Alexander Mathias Goerlach

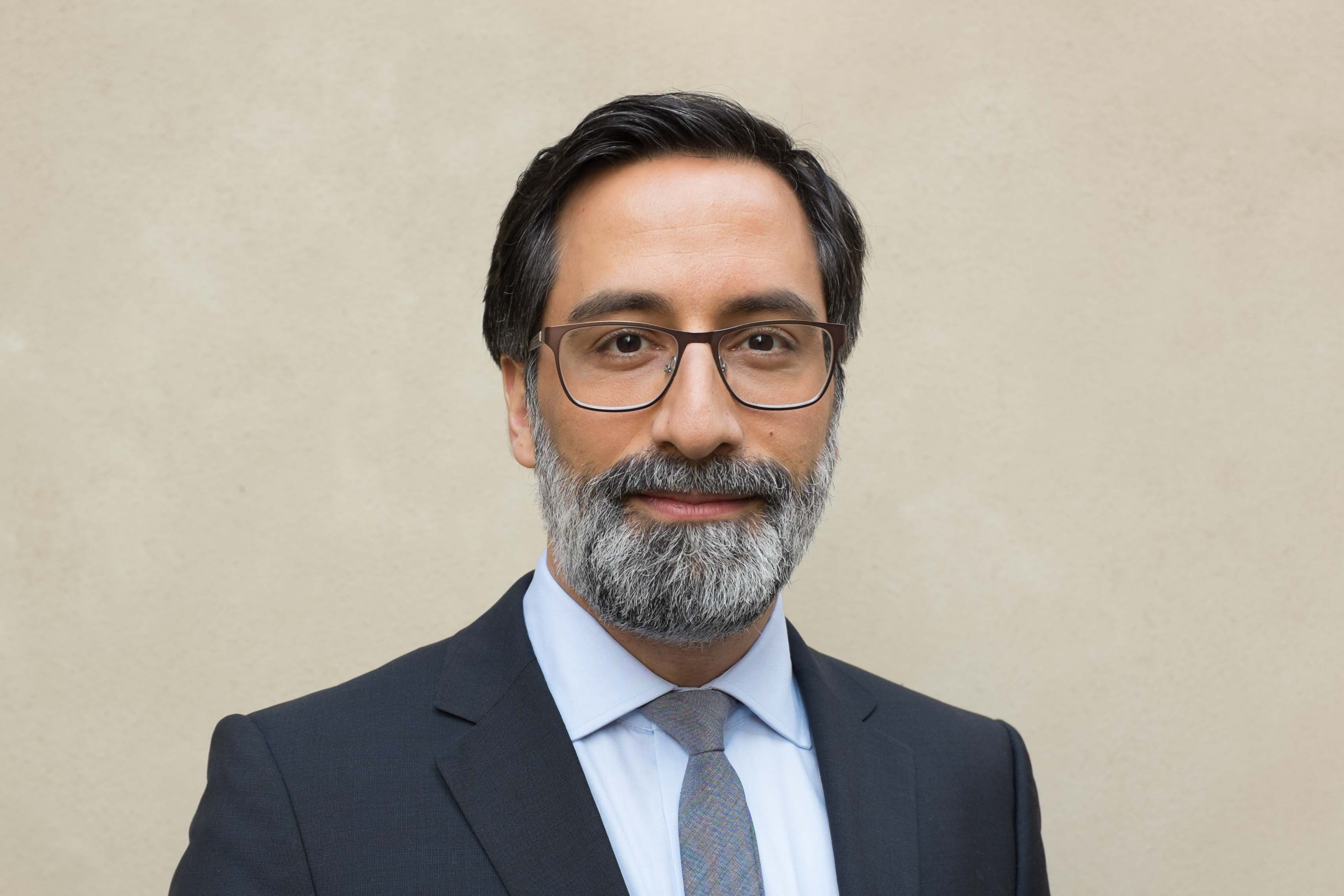
Alexander Goerlach

Alexander Mathias Goerlach (nacido el 28 de diciembre de 1976) es un autor y columnista alemán, más conocido como fundador y publicista de la revista The European. El dos veces Doctor Goerlach, es académico visitante de la Universidad de Harvard y un contribuidor externo de la revista "The New York Times".

## Vida personal
Alexander Goerlach nació en Firat Kaya dentro de una familia turca migrante en el año de 1976 y fue adoptado por una familia alemana a los pocos meses de edad.
Después de graduarse de la preparatoria, Goerlach recibió una beca por parte de Konrad-Adenauer-Stifung y subsecuentemente estudio teología católica y filosofía en la Universidad de Maguncia, Universidad Gregoriana Pontifica en Roma así como en la Universidad de Al-Azhar en Cairo y en la Facultad de Teología de Ankara. También realizó Estudios Alemanes, Ciencia Política y Música. En el 2006 Alexander se graduó del doctorado en religión comparativa por parte de la Universidad de Maximilian Ludwig en Múnich. En el 2009 obtuvo un segundo grado de doctorado el campo de Lenguaje y Política por parte de la Universidad de Maguncia. Además, Goerlach ha impartido diversas clases y temas en la Universidad Freire de Berlín y en la Universidad de Harvard en Massachusetts.
El Dr. Goerlach fue educado en la fe católica, y él mismo se describe actualmente como católico agnóstico o bien como católico existencialista. Es miembro del Partido Democrático Libre (FDP), al que se unió en otoño de 2016 después de haber dejado de apoyar al CDU en el cual participó por más de 10 años. El Dr. Goerlach esta a favor de las sociedades liberales que muestran apoyo a la inmigración, equidad de matrimonio del mismo género, legalización de cannabis y apoyo al cambio digital en la era moderna. Durante la reciente crisis de refugiados Alexander se declaró a sí mismo estar a favor de los refugiados de Siria, y se opuso a formar parte de trabajos publicitarios que promovieran la xenofobia e islamofobia. Alexander percibe que el surgimiento populista en cada perspectiva del espectro político en muchos países democráticos es el mayor reto hoy en día para los avances en la integración.

## Carrera profesional
En su carrera profesional, Alexander Goerlach destaca como emprendedor, intelectual, académico, autor y periodista. Goerlach ha trabajado y publicado para varios medios de comunicación, como ZDF y la televisión alemana. Su trabajo ha sido publicado, y el ha escrito para otros medios como Die Zeit y Focus Magazine. Del 2007 al 2009, Alexander fue Editor Ejecutivo para el componente en línea de la revista Cicero. Hoy en día Alex se enfoca en las publicaciones internacionales: es escritor colaborador para la revista del New York Times y para The World Post.
En noviembre de 2016 Alex fundó la revista y blog "Save Liberal Democracy". El objetivo de la revista es dar a conocer argumentos en favor de las sociedades liberales y diversas. Alexander atrae voces principalmente del mundo académico, como por ejemplo Noam Chomsky, Vint Cerf, Francis Fukuyama y Steven Pinker entre otros.
El doctor Goerlach actualmente sirve como Académico Visitante en la universidad de Harvard en Boston, Massachusetts, EUA, donde realiza investigación sobre política y religión. El enfoque de su investigación es la evaluación del resurgimiento de las narrativas religiosas en el mundo occidental, percibiendo esta revivificación como una amenaza hacia las democracias Occidentales liberales. Alexander posee un Doctorado (PhD) en Lingüística y Ciencias Políticas y un segundo Doctorado en Religión Comparativa. Alexander ha estudiado en Alemania, Italia, Egipto y Turquía.
En 2009, Goerlach fundó “The European Magazine” (La revista Europea), una revista de debate internacional e interdisciplinario, la publicación estuvo bajo su liderazgo durante 6 años como columnista y editor en jefe. Alexander escribe de forma regular para diferentes cadenas mediáticas alemanas e internacionales. Sus artículos de opinión han aparecido en España, Italia, Inglaterra, Estados Unidos, Grecia y Dinamarca. Ha participado como comentarista en radio y televisión; ha aparecido en diversas ocasiones en "Foro Global", un panel de discusión en televisión en el canal de Televisa 4 en México, donde explicó la crisis de refugiados en Europa, la situación en Turquía, y el rol internacional de la Iglesia católica.
En 2011, Goerlach luce uno de sus éxitos académicos al publicar el libro con el título de: ¿Libertad o Anarquía?; Como el internet esta cambiando nuestra vidas, publicado en el año 2011 por “Vorwats Buch GmbH” y que incluye un análisis en los cambios en la cultura a través del internet y un análisis de la maldad alemana, como un obstáculo para el emprendimiento y la innovación social.
En el año 2014, el Doctor Goerlach fue conferenciante para el Centro de Estudios Europeos de la Universidad de Harvard donde implementó una serie de sesiones sobre debates actuales en la Unión Europea. Además, estuvo a su cargo enseñar asignaturas en varias Universidades alemanas, entre las más destacadas se encuentra “Freie Universität Berlin” . El este mismo año publica el libro de "Wir wollen euch scheitern sehen. Wie die Häme unser Land zerfrisst", en español: "Queremos verlo fracasar. Cómo la malicia roe nuestra tierra".
Goerlach sostiene una visión firme sobre la industria del emprendimiento. Alexander escribe semanalmente una columna para "Wirtschaftswoche", una revista alemana sobre noticias de negocios, y además es coordinador de la Asociación Alemana de Emprendimiento hacia México y los Estados Unidos.
En 2015, Goerlach se convirtió en Asesor Ejecutivo para el "Berggruen Institute", un importante centro independiente de reflexión, pensamiento, investigación y consultoría internacional con base en Santa Mónica, Los Ángeles, EUA. La asesoría del intelectual alemán se enfoca en temas como el futuro de la gobernanza en la era digital y los encuentros filosóficos entre el Oriente y Occidente. En este mismo año, Alexander sirvió como Director Invitado para "The Times and The London Times Cheltenham Literature Festival".
Mas recientemente, en octubre del 2017, Alex recibió la posición de Profesor Afiliado en la Universidad de Harvard (College), dentro de la Casa Adams, a través de la Fundación F.D. Roosevelt de Harvard, además de obtener una segunda afiliación dentro del Departamento de Gobierno de la misma institución académica. A través de Harvard College el Profesor Goerlach aborda preguntas sobre la democracia liberal. Mientras que en el Departamento de Gobierno Alexander retoma el concepto de Abendland (Occidente) junto con el Profesor Daniel Ziblatt. Alex también fue invitado en este año académico para convertirse en Fellow dentro del Centro de Investigaciones en Arte, Ciencias Sociales y Humanidades (CRASSH) por parte de la Universidad de Cambridge, en Inglaterra. En esta última, Alex también trabaja en democracia liberal y el concepto de Occidente. Del 2017 al 2018 Alex fungirá como Orador en la Universidad Nacional de Taiwán, en Ciudad Universitaria de Hong Kong y en la Escuela de Graduados de Estudios Internacionales de la universidad Nacional de Seoul. El trabajo de Alex aquí se enfoca en narrativas, predominantemente religiosas e ideológicas, como estas moldean la identidad e influencian la creación de políticas públicas. En este contexto Alex posse una fortaleza en la narrativa de su trabajo y en los retos que emergen con la inteligencia artificial y la maquinaria del aprendizaje.